# Rubaiyat

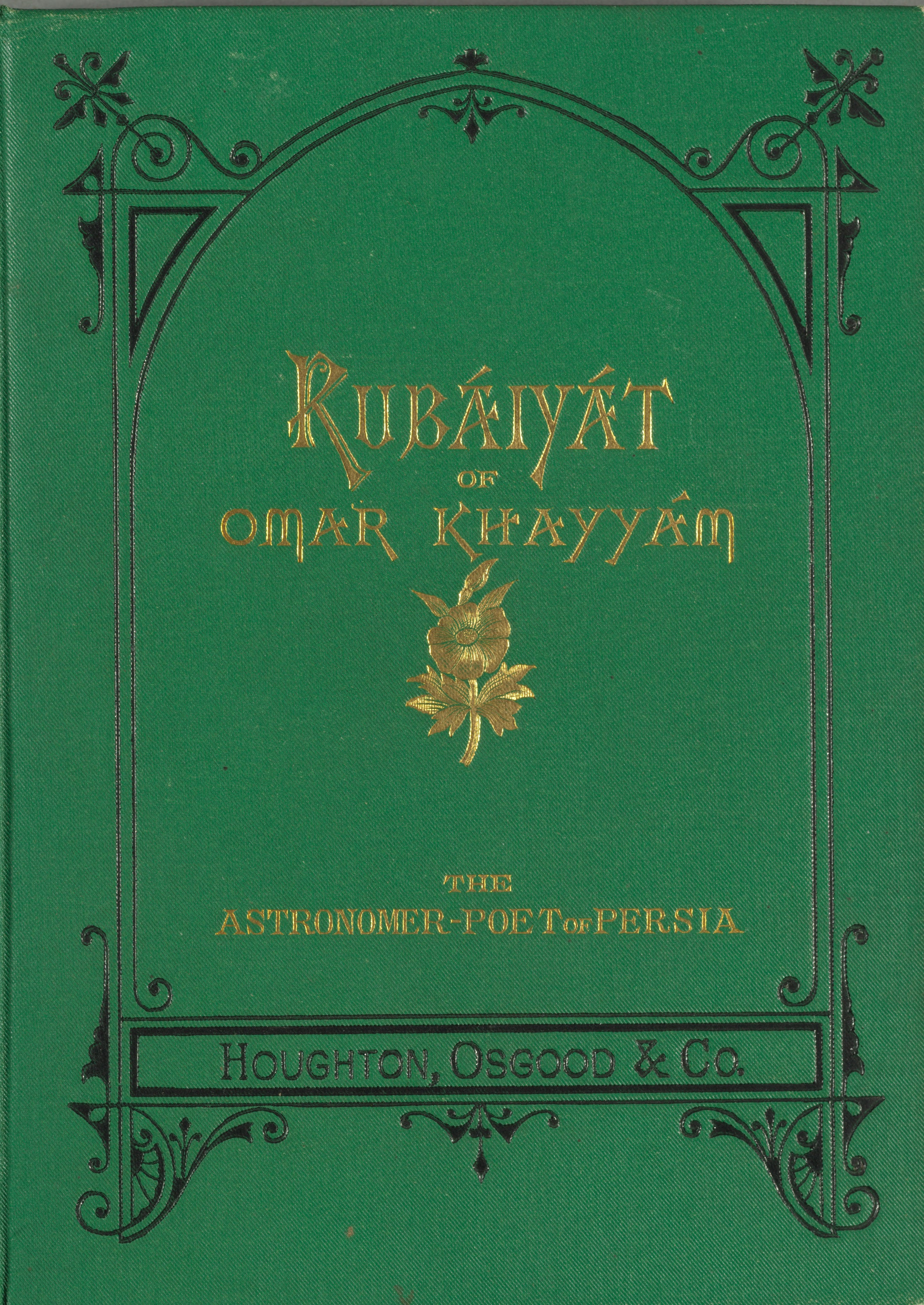
Primera edición estadounidense de los Rubaiyat de la traducción de Edward Fitzgerald (1878)

Rubaiyat (رباعیات عمر خیام en persa) es el título que el poeta y traductor británico Edward Fitzgerald dio a una colección de poemas de Omar Jayam (1048-1131). La traducción de rubaiyat es «cuartetos». Otros poetas, como Fernando Pessoa, Yeghishe Charents o Elías Konsol, escribieron sus propios rubaiyat siguiendo la tradición de Jayam.

## Estructura
Los dos primeros versos de un ruba'i (singular de rubaiyat) riman juntos con el último, por lo que el tercero es un verso libre. Según Sadeq Hedayat, los rubaiyat se componen de dos pareados (beit), formando así cuatro versos. Para el orientalista francés James Darmesteter, esta forma es «la más poderosa de esta poesía cuando la compone un verdadero poeta».

## Temática
Según Xabier Correa Corredoira, los rubaiyat tienen un repertorio temático muy variado, y destacan el disfrute del vino, el amor y el erotismo, la crítica a las instituciones (especialmente las religiosas), el nihilismo, la reivindicación del librepensamiento y del agnosticismo, incluso del ateísmo; la muerte y la sabiduría.

## Influencia
La poesía de Jayam es un elemento fundamental en la novela Samarcanda de Amin Maalouf.[cita requerida]